# Concierto gitano (escultura)

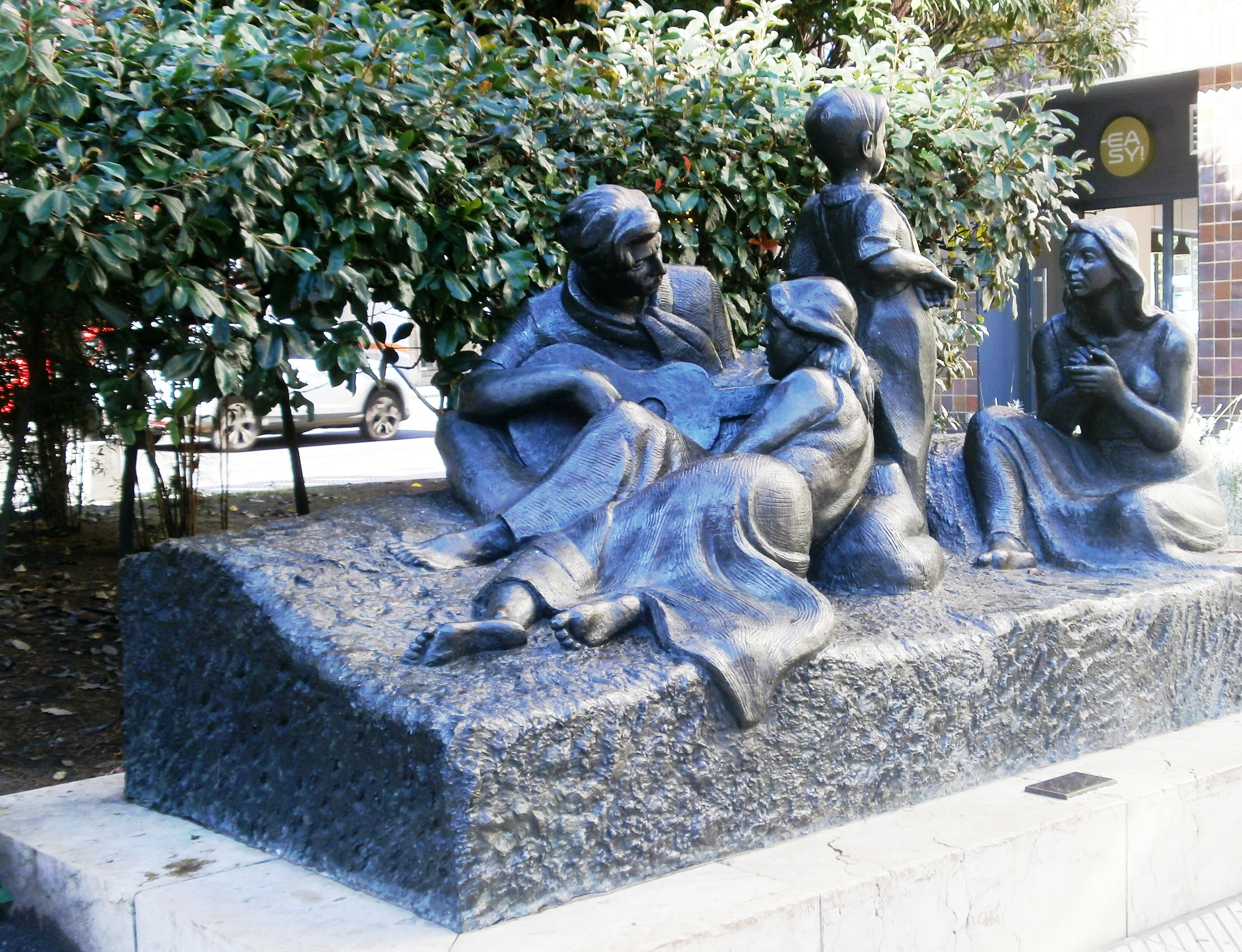
Vista del conjunto escultórico

La escultura urbana conocida por el nombre Concierto gitano, ubicada en la calle Comandante Caballero, en la ciudad de Oviedo, Principado de Asturias, España, es una de las más de un centenar que adornan las calles de la mencionada ciudad española.
El paisaje urbano de esta ciudad,  se ve adornado por obras escultóricas, generalmente monumentos conmemorativos dedicados a personajes de especial relevancia en un primer momento, y más puramente artísticas desde finales del siglo XX.
La escultura, hecha en bronce, es una obra póstuma de Sebastián Miranda, ya que es una reproducción aumentada (tres veces y media)  del original que se hizo en mármol blanco para colocarse en el interior del Auditorio Príncipe Felipe en Oviedo, que se titula “Música”, y lleva la firma del autor;  y está datada en 1999.